# 2015 في السكك الحديدية
تهتم المقالة بسرد الأحداث المتعلقة بالنقل بالسكك الحديدية التي حدثت في عام 2015.

## أحداث

### يناير
- سريلانكا 2 يناير- إعادة فتح الخط الشمالي لسريلانكا على طول الطريق إلى محطتها في كانكسانتوري.
- الولايات المتحدة 6 يناير- وضع حجر الأساس لنظام السكك الحديدية عالية السرعة في ولاية كاليفورنيا.

### فبراير
- الصين قطار بضائع بين أسبانيا والصين: أول رحلة تنجح في عبور 16,156 ميل، لتصبح بذلك أطول سكة حديد في العالم.[1]
- الولايات المتحدة 3 فبراير- تحطم قطار فالهالا، عند اصطدام قطار على خط هارلم لسكة الحديد بالمترو الشمالي في سيارة عند نقطة عبور في فالهالا، نيويورك. أسفر الحادث عن مقتل ستة أشخاص وإصابة 15 بجروح.[2][3]
- أستراليا 8 فبراير- افتتاح وصلة السكك الحديدية الجنوبية الغربية في سيدني.[4]
- أنغولا 14 فبراير- إعادة فتح سكة الحديد في بنغيلا.
- الولايات المتحدة 24 فبراير - حادث قطار مترولينك، حيث اصطدم قطار على خط مقاطعة فينتورا بشاحنة صغيرة عند نقطة عبور في أوكسنارد، كاليفورنيا، مما أسفر عن إصابة 30 شخص.[5]

### مارس
- المملكة المتحدة 7 مارس- استعادت الكاتدرائية اكسبرس رحلة قطار مستأجرة من بريستول تمبل ميدز إلى ساوث إند إيست، تدار الشركة من قبل سكك حديد الساحل الغربي.
- اليابان 14 مارس- افتتاح الطريق السريع هوكيوركي من ناغانو إلى كانازاوا.
- اليابان 14 مارس- افتتاح خط أوينو-طوكيو بين محطة أوينو ومحطة طوكيو.
- الهند 21 مارس 2015 حادث قطار أوتار براديش مما أدى إلى مقتل ما لا يقل عن 58 شخصاً وإصابة 150 آخرين.

### أبريل
- المملكة المتحدة 3 أبريل- أوقفت شركة نت ورك ريل رخصة تشغيل قطار الساحل الغربي بعد حادث إس بي إيه دي.
- الولايات المتحدة 5 أبريل- إعادة افتتاح محطة ميامي المطار ثلاثي السكك الحديدية في ميامي.[6]

### يونيو
- ماليزيا 2 يونيو- افتتاح خط بي أر تي صن واي الذي تديره رابد كيه إل في سوبانج جايا.
- كندا 6 يونيو- افتتاح يونيون بيرسون إكسبريس وصلة سكك حديدية في مطار تورونتو.

### يوليو
- فنلندا 1 يوليو- افتتاح خط السكك الحديدية الدائري في فانتا، فنلندا.

### سبتمبر
- ماليزيا 11 سبتمبر- افتتاح القطاع الشمالي كيه تي إم في بينانق، قدح، برليس وشمال فيرق.[7]
- الولايات المتحدة 12 سبتمبر- افتتاح خط سكك حديد اورانج في بورتلاند، أوريغون، الولايات المتحدة.[8]
- الولايات المتحدة 13 سبتمبر- افتتاح مترو مدينة نيويورك شارع 34 هادسون يارد للجمهور بعد سلسلة من التأخير.
- إسرائيل 17 سبتمبر- افتتاح خط سكك حديد عسقلان بئر السبع.
- إثيوبيا 20 سبتمبر- افتتاح الخط الأول من السكك الحديدية الخفيفة في أديس أبابا العاصمة الإثيوبية: أول نظام للسكك الحديدية الخفيفة تم بناؤه في أفريقيا جنوب الصحراء الكبرى.[9][10]
- الصين 26 سبتمبر- افتتاح توسعة خط نينغبو للسكك الحديدية العابر 2.

### أكتوبر
- استونيا، لاتيفيا، ليتوانيا وبولندا 16 أكتوبر- الانتهاء من المرحلة الأولى من السكك الحديدية البلطيقية التي تربط تالين وريغا وكاوناس ووارسو.[11]

### نوفمبر
- باكستان 17 نوفمبر- حادث قطار ركاب جعفر السريع الذي يسافر من كويتا إلى روالبندي في باكستان. أسفر الحادث عن مقتل 20 شخصاً وإصابة ما يقرب من مائة آخرين.[12][13][14]

### ديسمبر
- الصين 11 ديسمبر- افتتاح المرحلة الأولى من سكة حديد ناننينغ كونمينغ عالية السرعة، التي تربط ناننينغ إلى بايسه في الصين.[15]
- المملكة المتحدة 13 ديسمبر- إعادة افتتاح محطة سكة حديد أبيرلي بريدج، بعد خمسين عاماً من إغلاق المحطة الأصلية.[16]
- الصين 30 ديسمبر- يبدأ البناء على خط سكة حديد نينجبو – فينجهو في الصين.[17]

## أخرى
- باكستان، تركيا وإيران - إبرام مشروع مشترك بين تركيا وإيران وباكستان لبناء وصلة شحن بطول 5000 كم.[18]
- اليابان- الإعلان عن سلسلة 183 جي آر إيست.
- اليابان- الإعلان عن سلسلو 485 جي آر كيوشو.

## وصلات خارجية
- مؤتمر السكك الحديدية عام 2015